# Love Me Do
Vous lisez un « bon article » labellisé en 2008.
Singles de The Beatles
My Bonnie / The Saints
(1961) Please Please Me/Ask Me Why
(1963)
Pistes de Past Masters
From Me to You
Pistes de Anthology 1
Bésame mucho How Do You Do It?
Pistes de Please Please Me
Please Please Me P.S. I Love You
Love Me Do est la première chanson publiée par le groupe britannique The Beatles. Elle est sortie en single le 5 octobre 1962 avec P.S. I Love You en face B, et figure sur leur premier album, Please Please Me, commercialisé le 22 mars 1963. Elle a été écrite principalement par Paul McCartney, avec la collaboration de John Lennon, et est créditée « Lennon/McCartney », comme toutes les chansons du groupe écrites soit par Lennon, soit par McCartney, soit en collaboration. Ce nom de crédit sera originellement écrit « McCartney/Lennon » jusqu'à la parution du premier album du groupe, puis inversé subséquemment.
Love Me Do revêt, à plusieurs titres, une importance considérable dans la carrière des Beatles. C'est cette chanson qui attire l'attention de George Martin, lors de leur première audition dans les studios EMI d'Abbey Road, le 6 juin 1962. C'est elle que les Beatles imposent à leur nouveau producteur — qui souhaitait leur faire interpréter pour leur premier 45 tours une chanson qu'ils n'avaient pas composée — lançant ainsi leur carrière d'auteurs-compositeurs. C'est elle qui marqua leur première percée dans les charts britanniques et leurs premiers passages à la radio. C'est enfin une chanson enregistrée par trois batteurs différents : Pete Best, Ringo Starr (tous deux ayant fait partie du groupe) et Andy White, un musicien de studio.

## Genèse et composition
Paul McCartney compose Love Me Do à l'âge de 16 ans, à l'époque des Quarrymen, dans une tentative de faire du blues. Il racontera plus tard qu'il pensait à sa petite amie d'alors, Iris Caldwell, en écrivant la chanson. Il la retravaille et la perfectionne avec John Lennon, qui écrit le pont et le riff d'harmonica qui caractérise le morceau, (ce dernier étant vraisemblablement influencé par l'harmonica sur Hey Baby de Bruce Channel, interprété par le musicien country Delbert McClinton, titre que John possède sur son jukebox). En 1962, les Beatles l'interprétent de nombreuses fois sur scène, avant de l'inclure dans la liste des chansons présentées à George Martin, lors de leur audition chez EMI.
Le thème des paroles est simple : « Je t'aime : alors, s'il te plaît, aime-moi ! » constituent quasiment les seules paroles de la chanson. Le mot « love » y est répété vingt-et-une fois, une simplicité lyrique reprise beaucoup plus tard, à la fin de la carrière du groupe, avec la chanson I Want You (She's So Heavy) de John Lennon. Cependant, en octobre 1962, plusieurs choses différencient cette chanson de ce qui se fait à l'époque, notamment l'harmonica joué par John Lennon et le fait qu'elle soit chantée par deux voix très complémentaires, sont des éléments qui ajoutent au charme de la chanson. En 1967, alors que les Beatles sont au sommet de leur pleine gloire, Paul McCartney parle de Love Me Do en ces termes : « C'est notre plus grand message philosophique. Parce que, pour être très simple et sincère, il faut tout d'abord être simple... ».

## Enregistrement
Les Beatles enregistrent trois versions distinctes de cette chanson, la première avec Pete Best, lors de leur première séance d'enregistrement chez EMI, la suivante avec Ringo Starr, devenu le batteur du groupe après le renvoi de Best (elle apparaît sur le 45 tours original), et la dernière avec Andy White, un batteur de studio, qui figure sur l'album Please Please Me.

### Première séance d'enregistrement chez EMI
Le 6 juin 1962, à peine revenus d'un nouvel engagement au Star-Club à Hambourg, les Beatles enregistrent pour la première fois aux studios EMI (dans les locaux du 3, Abbey Road, à St. John's Wood, Londres, qu'ils rendront légendaires) après avoir obtenu un contrat d'enregistrement avec Parlophone, division de la maison de disques EMI,. Avec Pete Best, leur batteur depuis l'été 1960, ils interprètent leur reprise de Bésame mucho et trois titres de John Lennon et Paul McCartney : P.S. I Love You, Ask Me Why et Love Me Do. Ron Richards dirige la séance avec l'ingénieur du son Norman Smith. Ce dernier est frappé par Love Me Do et demande que l'on aille chercher George Martin, le patron du label, pour qu'il l'écoute. Après son arrivée, Martin supervise le reste de la séance. Il invite ensuite le groupe dans la cabine de contrôle, devant la table de mixage, pour lui faire écouter le résultat. Pendant que la bande défile, il demande aux Beatles, qui restent silencieux, s'il y a quelque chose qui ne leur plaît pas. George Harrison lui répond : « Je n'aime pas votre cravate ! » L'atmosphère se détend d'un coup et les rires fusent.
À la suite de ce test d'artistes, George Martin annonce à Brian Epstein qu'il utilisera dorénavant des batteurs studio professionnels pour les séances d'enregistrement. Cette décision devient l'élément final du départ de Best.

### Séance du 4 septembre
Pour la séance programmée le 4 septembre, il fait également ce que font tous les producteurs de l'époque : il leur confie une chanson, suggérée par Dick James (en), dont il pense qu'elle fera un tube, How Do You Do It? de Mitch Murray, pour qu'ils la travaillent en vue de réaliser leur premier 45 tours. Un groupe de rockers débutant sur disque et interprétant ses propres chansons n'est alors pas chose courante. Il vaut mieux porter son choix sur quelque chose de sûr. Les jeunes musiciens de Liverpool — en juin 1962, George Harrison a tout juste 19 ans, Paul McCartney n'a pas encore 20 ans, John Lennon a 21 ans — vont bousculer ce principe.
Durant l'été, les Beatles ont recruté Ringo Starr (21 ans), qui officiait jusque-là avec le groupe Rory Storm and the Hurricanes, qu'ils considèrent comme le meilleur batteur de Liverpool, en plus d'être leur ami. Pete Best a été débarqué de l'aventure à la mi-août, sans que les Beatles ne le préviennent : ils ont laissé cette tâche peu glorieuse à leur manager Brian Epstein. George Harrison avoue qu'ils n'ont « pas été très brillants sur ce coup-là ». Cette décision n'est pas sans conséquence : ce 4 septembre 1962, le photographe Dezo Hoffmann est présent dans le studio no 2 d'Abbey Road pour immortaliser la séance. George Harrison apparaît sur ces clichés avec une ecchymose à l'œil gauche. Il explique : « On avait joué au Cavern Club et les gens hurlaient : « Pete est le meilleur ! », « Ringo jamais, Pete toujours ! » C'était devenu lassant, et je me suis mis à les engueuler. Après le concert, on est sortis des loges, on est entrés dans un tunnel tout noir, et il y a quelqu'un qui m'a balancé un coup de poing dans le visage. Je me suis retrouvé avec un œil au beurre noir. Qu'est-ce qu'il ne fallait pas faire pour Ringo ! ». Martin décide donc d'auditionner le nouveau venu mais ne sera pas impressionné par ce qu'il entend. C'est la toute première séance studio professionnelle du batteur et il est très nerveux.
Faire de How Do You Do It? leur premier single n'intéresse pas les Beatles, ils veulent jouer leurs propres chansons. « On jouait Love Me Do sur scène, ça tournait bien, c'était une chanson de John et Paul, c'était ça qu'on voulait, l'autre était trop ringarde », raconte George Harrison. Ils interprètent quand même How Do You Do It, sans y mettre trop de cœur, « en réalisant toutefois un bon travail », comme le note George Martin, puis passent aux choses sérieuses.
Ils entament l'enregistrement de Love Me Do. Ils commencent à le jouer — « love, love me do, you know I love you... » —, John et Paul chantent l'harmonie jusqu'au point où la chanson arrive à « so please... love me do ». Au milieu de la phrase, John prononce « love me... », puis, en escamotant le « do », se met à l'harmonica (« wah wah waahhh »). George Martin intervient : « Attendez une minute ! Il y a un « break » ici. Quelqu'un d'autre doit faire le « love me do », vous ne pouvez pas chanter « love me waahhh » ! Vous allez sortir une chanson qui va s'appeler Love Me Waahhh ? Paul, veux-tu bien chanter ce passage ? » Ce dernier raconte : « Mon Dieu ! George Martin change brutalement cet arrangement que nous jouions depuis toujours ! Et John doit maintenant zapper cette ligne. Il chante avec moi le « pleeeeaaaaase », je fais « love me doooooooo » tandis que John enfourne son harmonica. On joue ce morceau « live » en studio, il n'y a pas vraiment d'overdubs, donc, on m'offre brusquement ce passage important, sans filet, au moment où la musique s'arrête, j'ai le projecteur dans la figure et je le fais en tremblant. Je peux toujours entendre aujourd'hui cette voix chevrotante quand j'écoute le disque. J'étais terrifié ! ». Quinze prises sont enregistrées ce jour-là.
L’agence de publication de musique Ardmore and Beechwood, associée à EMI, qui veut les droits des chansons des Beatles, insiste que Love Me Do soit la face A du single. De plus, Dick James n'est pas satisfait de l'enregistrement fait par les Beatles de la chanson How Do You Do It? et ne veux pas voir ce succès en devenir être relégué en face B. George Martin se plie donc aux désirs de tous, y compris des Beatles, et choisit Love Me Do comme face A  mais il n'est toujours pas satisfait du résultat. Il convoque le groupe pour une nouvelle séance, sept jours plus tard mais cette fois avec un batteur de studio, n'étant pas satisfait du jeu de Ringo Starr,. Quant à How Do You Do It?, elle sera reprise plus tard par Gerry and the Pacemakers, un autre groupe de Liverpool de l'« écurie » d'Epstein, et se classera effectivement numéro 1 en avril 1963. La version enregistrée par les Beatles paraîtra sur Anthology 1 en 1995.

### Séance du 11 septembre

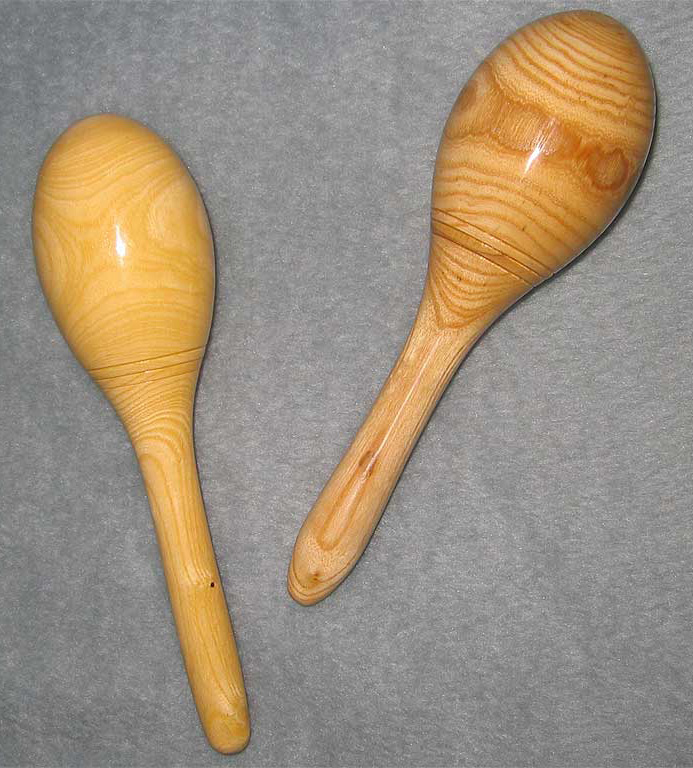
Ringo Starr est contraint de jouer des maracas sur P.S. I Love You

Le 11 septembre, les Beatles reviennent enregistrer P.S. I Love You, Love Me Do et présentent leur nouveau titre, Please Please Me. Cette fois, c'est Andy White, un musicien de studio de 32 ans, qui est derrière la batterie. On propose à Ringo Starr, dépité, de jouer des maracas sur P.S. I Love You et du tambourin sur Love Me Do. Celui qui restera le batteur des Beatles jusqu'à la fin et qui jouera sur tous leurs titres sauf trois — Paul McCartney tient la batterie sur Back in the U.S.S.R. et Dear Prudence de l'album blanc, ainsi que sur le single Ballad of John and Yoko — n'oubliera jamais cette humiliation. « Il s'est excusé à maintes reprises depuis cette journée du 11 septembre 1962, ce bon vieux George Martin, mais là, ça m'avait anéanti. Je l'ai haï, le salaud, pendant des années, et aujourd'hui encore, je ne le lâche pas avec ça ! ».
Ce jour là, Love Me Do est enregistré en dix-huit prises et P.S. I Love You en dix prises et constituent les deux faces du premier single des Beatles mais c'est la version du 6 septembre avec Starr à la batterie qu'on entendra en face A du 45 tours; la version avec White sera placée sur l'album. Please Please Me, leur futur premier numéro un en Grande-Bretagne, sera revu à la demande de George Martin car, ayant été joué dans l'esprit d'une chanson de Roy Orbison, le producteur considère que le groupe l'interprète sur un tempo bien trop lent. Il demande qu'il soit nettement accéléré. Le mixage des deux premières chansons est réalisé dans la foulée et sort le 5 octobre 1962.

### L'importance de George Martin
Il ne faut pas sous-estimer le rôle du producteur, puisque c'est bien lui qui donne ou refuse le feu vert décisif. Tout expérimenté qu'il soit - et au sein d'EMI, prestigieuse maison de disques - George Martin reconnaît déjà les talents de ce très jeune groupe, sur deux points cruciaux : d'abord il accepte de mettre, en face A du premier single de son premier groupe de rock, une composition de deux de ses membres, au lieu de la chanson qu'il leur avait proposée ; il reconnaît ensuite les qualités du nouveau batteur choisi par le groupe, alors qu'il avait, dans un premier temps, estimé nécessaire de faire appel à un autre. Ainsi, dès les toutes premières séances, celui qu'on finira par appeler « le cinquième Beatle » a senti les capacités du groupe qui, d'ailleurs, lui restera fidèle jusqu'à son dernier album.
Il est par contre probable que l'enregistrement de cette chanson avec Ringo Starr à la batterie ait été détruit par Martin lui-même afin de s'assurer que sa version préférée soit utilisée pour les publications subséquentes. La version sur Past Masters est tirée d'un transfert à partir d'un 45 tours.

### Interprètes
- John Lennon : chant, guitare rythmique, harmonica
- Paul McCartney : chant, guitare basse
- George Harrison : guitare rythmique
- Ringo Starr : tambourin (sur l'album), batterie (en single)
- Andy White : batterie (sur l'album)
- Pete Best : batterie (première version, sur Anthology 1)

## Structure musicale
Love Me Do est caractéristique des premières compositions signées «Lennon/McCartney » (ou l'inverse), sur une structure simple et formelle dite de la « trame à quatre périodes ». Après une introduction instrumentale, deux couplets, un pont, reprise du premier couplet, soit de forme AABA, sur 32 mesures en tout. Puis pont à nouveau (instrumental), suivi d'un dernier couplet et d'une fin en fondu. Dans le langage des musiciens rock anglais, le pont est dénommé « les huit mesures du milieu » (« middle eight ») et, même si cette définition reste employée lorsque le pont dépasse largement ce compte, celui de Love Me Do (« someone to love, somebody new, someone to love, someone like you ») est bien sur 8 mesures.
Instrumentalement, la chanson est jouée dans les tonalités de sol et do majeur sur les couplets et de ré sur le pont, par deux guitares (George Harrison à l'acoustique, John Lennon à l'électrique), la guitare basse — on découvre le son de la fameuse Höfner violon — de Paul McCartney, une batterie et un harmonica.
Derrière son apparente simplicité, la chanson comporte des singularités qui témoignent de l'instinct musical très sûr et très précoce de ses auteurs. Les harmonies vocales évoquent les Everly Brothers, dont la chanson Bye Bye Love semble préfigurer la mélodie de Love Me Do, à cette grosse différence près que le refrain de la première ressemble au couplet de la seconde, et vice-versa. Ce renversement est souligné par le fait que contrairement à l'habitude, c'est le couplet qui est chanté en harmonie alors que le pont qui fait office de refrain (lequel n'est chanté qu'une seule fois) est essentiellement chanté en solo par Paul. Le musicologue américain Alan W. Pollack (en) note en outre le contraste expressif entre la ligne mélodique ascendante des couplets et celle descendante du pont et des riffs d'harmonica, ces derniers ajoutant un ton bluesy à ce qui n'aurait été autrement qu'une agréable ballade country, et le fait surprenant que chaque couplet est taillé sur treize mesures, un schéma métrique tout à fait insolite pour une chanson en principe sans prétention.
Dès leur première publication discographique, John Lennon et Paul McCartney font valoir la qualité de leur complémentarité vocale : tous les couplets sont chantés en harmonie, McCartney dans les aigus, Lennon dans les graves. Paul chante seul « love me doooooo » après le « so pleeeeaaase » et le break, puis « someone to love » (accompagné par l'harmonica) sur le pont. George Harrison ne chante pas sur ce morceau. L'aspect le plus caractéristique de Love Me Do est la partie d'harmonica jouée par John Lennon, sur l'intro de la chanson, après le break instrumental et la phrase chantée dans les graves par Paul (comme indiqué ci-dessus), en accompagnement de la voix de son partenaire sur les quatre premières mesures du premier pont, et en solo sur le deuxième pont. Lennon utilisera encore l'harmonica sur les tubes suivants des Beatles, comme Please Please Me et From Me to You, avant de progressivement abandonner cet instrument pour se consacrer pleinement, sur scène, au chant et à la guitare, et parce qu'il considérera qu'il s'agit d'un effet sans surprise.

## Réception

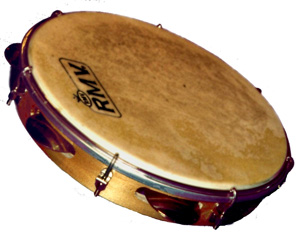
Ringo Starr est relégué à jouer du tambourin sur la version entendue sur l'album.

Le premier single des Beatles est publié le 5 octobre 1962. C'est la version du 4 septembre qui y figure, celle où joue Ringo Starr, car après tout, il n'y a pas eu d'amélioration notable avec Andy White. Mais, sur l'album Please Please Me et le maxi The Beatles Hits, publiés en 1963, c'est Andy White qui tient la batterie. Comment reconnaître les versions ? Sur celle où joue le professionnel engagé par George Martin, on entend le tambourin de Ringo.
Il est reconnu qu'une des 250 copies de démonstration distribuées aux stations de radio a été jouée, pour la première fois, sur les ondes de Radio Luxembourg le même jour que sa sortie commerciale. Cet exemplaire du 45 tours, sur lesquels le nom du bassiste est indiqué erronément « McArtney », est autographié par celui-ci et a été mis aux enchères en 2003 où il a été adjugé à 13 500 £. Il est de nouveau mis en vente en janvier 2020 avec une valeur évaluée entre 15 000 £ et 20 000 £ .
À sa sortie, Love Me Do entre à la 49e place du hit-parade britannique du 11 octobre 1962, où il reste 18 semaines, atteignant progressivement son meilleur classement : le 17e, ce qui ravit les Beatles, surtout très heureux de s'entendre passer à la radio, avertis des plannings de diffusion des stations par Brian Epstein,. Dans le sud de l'Angleterre, c'est-à-dire à Londres, on s'étonne tellement que ce groupe nordiste fasse une percée dans les charts que l'on soupçonnera Brian Epstein d'avoir acheté des milliers de copies pour faire grimper le titre dans le classement des meilleures ventes. Ce dernier démentira avec force jusqu'à sa mort. Dans les semaines suivant sa sortie, Kim Bennett, de l’agence de publication de musique Ardmore and Beechwood à qui les droits ont été promis, travaille sans relâche pour faire diffuser la chanson dans les stations de radio de Londres. La chanson ne sera diffusée sporadiquement qu'au moment où elle atteint le top 40 des ventes. La réticence initiale de ces stations fait en sorte que l'agence de publication perd les droits des chansons subséquentes qui seront offerts à Dick James (en).
John Lennon et Paul McCartney placent pour la première fois un titre à eux dans le hit-parade. Ce n'est pas le premier qu'ils ont composé, et ce n'est évidemment pas le dernier. La jeunesse britannique découvre un groupe joyeux, bien habillé, souriant, énergique, apportant un son nouveau, ce qui lui offre un changement considérable par rapport à ce qu'elle entend depuis plusieurs années. La carrière des Beatles est lancée et, comme le raconte Ringo : « Notre premier disque fut pour moi plus important que tout. Ce premier bout de plastique, vous ne pouvez pas imaginer à quel point ce fut grand. C'était si merveilleux ! Nous étions sur un disque ! ». Pour sa part, Lennon écrit à Astrid Kirchherr, leur bonne amie de Hambourg, que cette première chanson « est bonne mais pas assez ».
George Martin et Brian Epstein veulent évidemment profiter le plus rapidement possible du marché nord-américain. Capitol Records of Canada publie le 45 tours le 27 avril 1963 mais, dans un premier temps, passe plutôt inaperçu. Bien qu'ayant acheté Capitol Records en 1955, EMI n'a pas le contrôle de publier quoi que ce soit en Amérique. Le label américain a le premier droit de refus de tout ce qui arrivait de la maison mère et n'a aucune obligation d'accepter le produit. De fait, ils ont ignoré les disques des Shadows, Cliff Richard, Adam Faith et Helen Shapiro. Les Beatles ne feront pas exception. À l'écoute de Love Me Do, Dave Dexter Jr., directeur du département International A&R, qui ne peut pas blairer le son de l'harmonica, écarte le disque immédiatement. Transglobal Music de New York, une autre compagnie associée à EMI, peut alors tenter de faire publier ces chansons par d'autres labels. Comme le disque du groupe débutant n'a pas été trop poussé par Londres, préférant mettre leur dévolu sur Please Please Me la nouvelle chanson du groupe, et n'a pas su impressionner un label, Love Me Do ne sera pas publié aux États-Unis avant six mois. Dexter sera réticent de publier les disques des Beatles pour neuf mois encore. Finalement publié par Vee Jay Records en octobre 1963, le single n'entrera dans le Billboard 200 que le 11 mai 1964 et atteindra la première place des charts américains le 30,. 
Il atteint la première place aussi à sa réédition au Royaume-Uni fin 1963 dans le maxi The Beatles' Hits, puis enfin jusqu'à la quatrième place en 1982 pour une réédition marquant le vingtième anniversaire de sa sortie et utilisé afin de promouvoir la compilation 20 Greatest Hits.
| Semaine    | 17/10/62 | 24/10 | 31/10 | 07/11 | 14/11 | 21/11 | 28/11 | 05/12 | 12/12 | 19/12 | 26/12 | 02/01/63 | 09/01 | 16/01 | 23/01 | 30/01 | 06/02 | 13/02 |
| Classement | 49       | 46    | 41    | 32    | 37    | 29    | 23    | 21    | 26    | 19    | 22    | 17       | 24    | 17    | 28    | 37    | 36    | 44    |

### Publication en France
La chanson arrive en France en mars 1964 sur la face B d'un 45 tours EP (« super 45 tours »), accompagnée  de Boys ; sur la face A figurent Roll Over Beethoven et You Really Gotta Hold On Me. La photo de la pochette est prise le  4 novembre 1963 à Londres sur la scène du Prince of Wales Theatre lors du Royal Variety Show (en),.

## Disponibilité des différentes versions
La version jouée avec Pete Best, le 6 juin 1962, est disponible sur la compilation Anthology 1. Celle du 45 tours britannique et publié en Europe et au Canada, c'est-à-dire l'enregistrement du 4 septembre 1962 avec Ringo Starr, se retrouve aujourd'hui sur la compilation Past Masters. La version du 11 septembre 1962, avec Andy White à la batterie et Ringo au tambourin, est la huitième chanson de l'album Please Please Me et apparaît sur la première version américaine de Introducing… The Beatles sur étiquette Vee-Jay Records. On la retrouve aussi sur The Early Beatles parue en 1965 par Capitol Records. Elle est aussi publiée en single aux États-Unis par Vee-Jay sous les étiquettes Tollie ensuite Oldies 45 et finalement, le 27 avril 1964, officiellement sortie par Capitol. C'est cette version qui se retrouve également sur les différentes compilations, comme The Beatles 1962-1966 (dit l'« album rouge ») et 1.
Elle est interprétée à neuf reprises dans les studios de la BBC. On peut entendre la prestation du 10 juillet 1963, diffusée le 23 juillet suivant à l'émission Pop Go the Beatles (en), sur l'album Live at the BBC, publié en 1994.
Une version plus lente, interprétée en janvier 1969 lors des séances de l'album Let It Be, chantée sur un mode humoristique par Paul McCartney, apparaît sur de nombreuses copies pirates de ces enregistrements qui circulent depuis plus de 40 ans. En 2021, on entend ce bœuf lors du générique final du deuxième épisode du documentaire de Peter Jackson, The Beatles: Get Back.
Singles de The Beatles
Real Love / Baby's in Black
(1996)
Le 2 novembre 2023, la version du single d'origine, dé-mixée à partir de deux 45 tours de l'époque par Emile de la Rey de la boîte WingNut Films de Peter Jackson et remastérisée par Giles Martin et Sam Okell, est publiée dans un single double face A pour accompagner la sortie de la chanson Now and Then. Le 10 du même mois, la version avec Andy White disparaît de la nouvelle réédition de l'« album rouge » pour être remplacée par celle-ci.

## Reprises
Love Me Do a été reprise par plusieurs artistes. Parmi les plus renommées, il y a celles de Billy Lee Riley, Bobby Vee, Sandie Shaw, David Bowie et même Alvin et les Chipmunks. Elle a été adaptée en français en 1963 par Dick Rivers (sous le titre J'en suis fou) et en italien en 1986 par Adriano Celentano (sous le titre Un'altra ragazza). Ringo Starr a également repris le titre sur son album Vertical Man.
L’agence de publication de musique Ardmore and Beechwood a hérité des droits de ce 45 tours mais n'a pas pu les préserver pour les prochaines publications du groupe. Ces deux chansons ont donc échappé à la prise de contrôle en 1968 par Lew Grade (en) des compositions de Lennon/McCartney. C'est pour cette raison que Paul McCartney a pu éventuellement racheter les droits de celles-ci. En 1989, il a enregistré P.S. Love Me Do, un amalgame des deux chansons, qu'il a rajouté en bonus dans l'édition japonaise de Flowers in the Dirt.